# Giosuè Bonomi
Giosuè Bonomi (* 21. Oktober 1978 in Gazzaniga) ist ein ehemaliger italienischer Radrennfahrer.
Bonomi wurde 2001 bei Colpack-Astro Profi, wo er noch ein weiteres Jahr fuhr. Danach wechselte er zum italienischen Team Saeco. 2005 fusionierte dieses mit Lampre zum neuen ProTeam Lampre-Caffita. 2006 wechselte Bonomi zum Team Barloworld, bei dem er zwei Saisons blieb. Beim GP Internacional Costa Azul 2006 wurde er Dritter.

## Teams
- 2001 Colpack-Astro
- 2002 Colpack-Astro
- 2003 Saeco Macchine per Caffè
- 2004 Saeco Macchine per Caffè
- 2005 Lampre-Caffita
- 2006 Team Barloworld
- 2007 Team Barloworld